# Plagiochila ansata
Plagiochila ansata là một loài rêu tản trong họ Plagiochilaceae. Loài này được (Hook. f. & Taylor) Gottsche, Lindenb. & Nees miêu tả khoa học lần đầu tiên năm 1847.